# VR46 Racing Team
VR46 Racing Team, anteriormente conocido bajo el nombre de SKY Racing Team VR46 y Mooney VR46 Racing Team, es un equipo italiano que compite en la categoría de MotoGP del Campeonato del Mundo de Motociclismo. El dueño del equipo es Valentino Rossi y el director del equipo es el español Pablo Nieto.
El equipo debutó en 2014 con los pilotos: Romano Fenati y Francesco Bagnaia. El equipo consiguió su primer triunfo en el Gran Premio de la República Argentina de 2014 y el título de pilotos de Moto2 en la temporada 2018 con Francesco Bagnaia.

## Historia
El equipo hizo su debut en el Campeonato del Mundo de Moto3 en 2014 con dos KTM RC 250 GP, conducidas por Romano Fenati y Francesco Bagnaia, con Vittoriano Guareschi como el director del equipo. En el segundo gran premio de temporada celebrado en Austin, Romano Fenati luchó por la victoria y terminó la carrera en segunda posición, logrando el primer podio de equipo. Dos semanas después, Fenati consiguió la primera victoria del equipo en el Gran Premio de la República Argentina, logrando repetirlo en el siguiente gran premio celebrado en Jerez, ganó el gran premio de casa del y del equipo en Mugello y, durante la segunda parte del campeonato, en Aragón. Mientras que su compañero de equipo Francesco Bagnaia consiguió terminar en cinco ocasiones dentro de la lista de los diez mejores, siendo el cuarto puesto en el Gran Premio de Francia su mejor resultado.
En la temporada 2015, el Sky Racing Team VR46 mantuvo a Romano Fenati como su punta de lanza acompañado en esta temporada por su compatriota Andrea Migno, además en el organigrama deportivo Pablo Nieto fue elegido como el nuevo director de equipo en reemplazo de Vittoriano Guareschi.
En 2021, el SKY Racing Team VR46 solo contó con su estructura de Moto2 debido a que cerraron su equipo de Moto3 para utilizar ese dinero en el ascenso de Luca Marini a MotoGP en una de las motos del Avintia Racing.
En abril de 2021, se anunció oficialmente que el Sky Racing Team VR46 dará el salto a MotoGP a partir de la temporada 2022. El equipo contara con el esponsoreo de la compañía Saudi Aramco que será el patrocinador principal del equipo y el equipo se llamara oficialmente Aramco Racing Team VR46. Dos meses después, el 24 de junio se hizo oficial la marca que les suministraría las motos. Ducati fue la elegida para proveerles motos por las siguientes tres temporadas, hasta 2024. Contaran con dos motos, una moto de especificaciones de fábrica para Luca Marini y una moto del año anterior para Marco Bezzecchi.
El mismo día del anunció del acuerdo, Saudi Aramco presentó un comunicado oficial desligandose del acuerdo llevado a cabo por el equipo y la empresa Tanal Entertainment propiedad del príncipe saudí Abdulaziz bin Abdullah Al Saud. En junio, el CEO de Aramco respondiendo a las preguntas de la prensa dejó en claro que la compañía que dirigía, ni había firmado con VR46 ni tampoco tenía intenciones de hacerlo. Con el correr de los meses los pagos correspondientes no se realizaron, poniendo en riesgo el proyecto de MotoGP. El 16 de noviembre, la FIM hizo oficial la lista de inscriptos, en la cual el equipo fue inscripto como el VR46 Racing Team. Finalmente el 27 de diciembre, el VR46 Racing Team anunció un acuerdo con la empresa italiana Mooney, la primera empresa de banca y pagos de proximidad quien se convertiría en el nuevo maín sponsor del equipo de MotoGP y Moto2.

## Resultados en el Campeonato del Mundo
(Carreras en negrita indica pole position, carreras en cursiva indica vuelta rápida)
| Temp. | Cat.   | Equipo                            | Moto   | No. | Piloto                | 1       | 2       | 3       | 4       | 5       | 6       | 7       | 8       | 9       | 10      | 11      | 12      | 13      | 14      | 15      | 16      | 17      | 18      | 19      | 20      | 21  | 22  | Pos  | Pts     | Pts  | C.E. |
| ----- | ------ | --------------------------------- | ------ | --- | --------------------- | ------- | ------- | ------- | ------- | ------- | ------- | ------- | ------- | ------- | ------- | ------- | ------- | ------- | ------- | ------- | ------- | ------- | ------- | ------- | ------- | --- | --- | ---- | ------- | ---- | ---- |
| 2014  | Moto3  | SKY Racing Team by VR46           | KTM    | 5   | Romano Fenati         | QAT 12  | AME 2   | ARG 1   | SPA 1   | FRA Ret | ITA 1   | CAT 5   | NED 18  | GER Ret | IND 2   | CZE 11  | GBR 16  | RSM 11  | ARA 1   | JPN 7   | AUS Ret | MAL Ret | VAL 14  |         |         |     |     | 5.º  | 176     | –    | –    |
| 2014  | Moto3  | SKY Racing Team by VR46           | KTM    | 21  | Francesco Bagnaia     | QAT 10  | AME 7   | ARG Ret | SPA 8   | FRA 4   | ITA Ret | CAT 10  | NED DNS | GER DNS | IND Ret | CZE 17  | GBR 21  | RSM Ret | ARA 24  | JPN 13  | AUS 11  | MAL Ret | VAL 16  |         |         |     |     | 16.º | 50      | –    | –    |
| 2015  | Moto3  | SKY Racing Team VR46              | KTM    | 5   | Romano Fenati         | QAT Ret | AME 8   | ARG 8   | SPA 6   | FRA 1   | ITA 3   | CAT 8   | NED 5   | GER 4   | IND 4   | CZE 6   | GBR 12  | RSM 4   | ARA 3   | JPN 28  | AUS 6   | MAL 5   | VAL Ret |         |         |     |     | 4.º  | 176     | –    | –    |
| 2015  | Moto3  | SKY Racing Team VR46              | KTM    | 16  | Andrea Migno          | QAT 24  | AME 12  | ARG 17  | SPA 21  | FRA 9   | ITA 15  | CAT 28  | NED 12  | GER 21  | IND 20  | CZE 13  | GBR 15  | RSM 13  | ARA 9   | JPN 20  | AUS Ret | MAL 24  | VAL 11  |         |         |     |     | 19.º | 35      | –    | –    |
| 2015  | Moto3  | SKY Racing Team VR46              | KTM    | 8   | Nicolò Bulega         | QAT     | AME     | ARG     | SPA     | FRA     | ITA     | CAT     | NED     | GER     | IND     | CZE     | GBR     | RSM     | ARA     | JPN     | AUS     | MAL     | VAL 12  |         |         |     |     | 31.º | 4       | –    | –    |
| 2016  | Moto3  | SKY Racing Team VR46              | KTM    | 5   | Romano Fenati         | QAT 4   | ARG 20  | AME 1   | SPA 7   | FRA 2   | ITA Ret | CAT 4   | NED 4   | GER 18  | AUT DNS | CZE     | GBR     | RSM     | ARA     | JPN     | AUS     | MAL     | VAL     |         |         |     |     | 10.º | 93      | –    | –    |
| 2016  | Moto3  | SKY Racing Team VR46              | KTM    | 16  | Andrea Migno          | QAT 17  | ARG 29  | AME 15  | SPA 11  | FRA 7   | ITA 10  | CAT 18  | NED 3   | GER Ret | AUT 25  | CZE 12  | GBR 29  | RSM 15  | ARA 11  | JPN 24  | AUS Ret | MAL Ret | VAL 3   |         |         |     |     | 17.º | 63      | –    | –    |
| 2016  | Moto3  | SKY Racing Team VR46              | KTM    | 8   | Nicolò Bulega         | QAT 6   | ARG 18  | AME 10  | SPA 2   | FRA 5   | ITA 8   | CAT 5   | NED 7   | GER Ret | AUT 9   | CZE 9   | GBR 5   | RSM 4   | ARA Ret | JPN 3   | AUS Ret | MAL Ret | VAL 17  |         |         |     |     | 7.º  | 129     | –    | –    |
| 2016  | Moto3  | SKY Racing Team VR46              | KTM    | 48  | Lorenzo Dalla Porta   | QAT     | ARG     | AME     | SPA     | FRA     | ITA     | CAT     | NED     | GER     | AUT     | CZE     | GBR 18  | RSM 17  | ARA 25  | JPN 11  | AUS 19  | MAL 16  | VAL Ret |         |         |     |     | 30.º | 5 (12)  | –    | –    |
| 2017  | Moto3  | SKY Racing Team VR46              | KTM    | 8   | Nicolò Bulega         | QAT 14  | ARG 16  | AME 5   | SPA 7   | FRA 17  | ITA 10  | CAT 9   | NED 10  | GER 4   | CZE 23  | AUT 11  | GBR 20  | RSM 5   | ARA 14  | JPN 12  | AUS 11  | MAL Ret | VAL DNS |         |         |     |     | 12.º | 81      | –    | –    |
| 2017  | Moto3  | SKY Racing Team VR46              | KTM    | 10  | Dennis Foggia         | QAT     | ARG     | AME     | SPA     | FRA     | ITA     | CAT     | NED     | GER     | CZE     | AUT     | GBR     | RSM     | ARA 8   | JPN     | AUS     | MAL     | VAL 7   |         |         |     |     | 24.º | 17 (19) | –    | –    |
| 2017  | Moto3  | SKY Racing Team VR46              | KTM    | 16  | Andrea Migno          | QAT 6   | ARG 5   | AME 12  | SPA 6   | FRA 8   | ITA 1   | CAT 8   | NED 14  | GER 16  | CZE 11  | AUT 21  | GBR 8   | RSM 9   | ARA 11  | JPN 13  | AUS 14  | MAL 6   | VAL 16  |         |         |     |     | 9.º  | 118     | –    | –    |
| 2017  | Moto2  | SKY Racing Team VR46              | Kalex  | 42  | Francesco Bagnaia     | QAT 12  | ARG 7   | AME 16  | SPA 2   | FRA 2   | ITA 22  | CAT 13  | NED 10  | GER 3   | CZE 7   | AUT 4   | GBR 5   | RSM 4   | ARA 10  | JPN 4   | AUS 12  | MAL 5   | VAL 4   |         |         |     |     | 5.º  | 174     | –    | –    |
| 2017  | Moto2  | SKY Racing Team VR46              | Kalex  | 62  | Stefano Manzi         | QAT 29  | ARG 23  | AME Ret | SPA 25  | FRA Ret | ITA Ret | CAT Ret | NED 20  | GER 15  | CZE 21  | AUT Ret | GBR 7   | RSM Ret | ARA 15  | JPN 26  | AUS 13  | MAL Ret | VAL Ret |         |         |     |     | 25.º | 14      | –    | –    |
| 2018  | Moto3  | SKY Racing Team VR46              | KTM    | 8   | Nicolò Bulega         | QAT Ret | ARG Ret | AME Ret | SPA 17  | FRA Ret | ITA 21  | CAT Ret | NED 11  | GER 14  | CZE 19  | AUT 23  | GBR C   | RSM Ret | ARA 14  | THA 7   | JPN     | AUS     | MAL     | VAL     |         |     |     | 26.º | 18      | 97   | 9.º  |
| 2018  | Moto3  | SKY Racing Team VR46              | KTM    | 10  | Dennis Foggia         | QAT 16  | ARG Ret | AME 16  | SPA Ret | FRA 14  | ITA Ret | CAT 9   | NED 12  | GER 19  | CZE 12  | AUT 26  | GBR C   | RSM 7   | ARA 25  | THA 3   | JPN 4   | AUS Ret | MAL Ret | VAL Ret |         |     |     | 19.º | 55      | 97   | 9.º  |
| 2018  | Moto3  | SKY Racing Team VR46              | KTM    | 31  | Celestino Vietti      | QAT     | ARG     | AME     | SPA     | FRA     | ITA     | CAT     | NED     | GER     | CZE     | AUT     | GBR     | RSM     | ARA     | THA     | JPN 14  | AUS 3   | MAL Ret | VAL 10  |         |     |     | 25.º | 24      | 97   | 9.º  |
| 2018  | Moto2  | SKY Racing Team VR46              | Kalex  | 10  | Luca Marini           | QAT 9   | ARG 16  | AME 13  | SPA Ret | FRA Ret | ITA 7   | CAT 17  | NED 8   | GER 3   | CZE 2   | AUT 3   | GBR C   | RSM Ret | ARA 11  | THA 2   | JPN 9   | AUS 5   | MAL 1   | VAL Ret |         |     |     | 7.º  | 147     | 453  | 2.º  |
| 2018  | Moto2  | SKY Racing Team VR46              | Kalex  | 42  | Francesco Bagnaia     | QAT 1   | ARG 9   | AME 1   | SPA 3   | FRA 1   | ITA 4   | CAT 8   | NED 1   | GER 12  | CZE 3   | AUT 1   | GBR C   | RSM 1   | ARA 2   | THA 1   | JPN 1   | AUS 12  | MAL 3   | VAL 14  |         |     |     | 1.º  | 306     | 453  | 2.º  |
| 2019  | Moto3  | SKY Junior Team VR46              | KTM    | 53  | Elia Bartolini        | QAT     | ARG     | AME     | SPA     | FRA     | ITA     | CAT     | NED     | GER     | CZE     | AUT     | GBR     | RSM 15  | ARA     | THA     | JPN     | AUS     | MAL     | VAL     |         |     |     | 34.º | 1       | –    | –    |
| 2019  | Moto3  | SKY Racing Team VR46              | KTM    | 10  | Dennis Foggia         | QAT Ret | ARG 8   | AME 10  | SPA 16  | FRA Ret | ITA 5   | CAT 5   | NED 9   | GER Ret | CZE 15  | AUT 14  | GBR 8   | RSM 5   | ARA 3   | THA 5   | JPN 23  | AUS 11  | MAL 19  | VAL DNS |         |     |     | 12.º | 97      | 232  | 4.º  |
| 2019  | Moto3  | SKY Racing Team VR46              | KTM    | 13  | Celestino Vietti      | QAT 5   | ARG 14  | AME 9   | SPA 3   | FRA 7   | ITA 9   | CAT 3   | NED Ret | GER Ret | CZE 19  | AUT 4   | GBR 9   | RSM Ret | ARA 14  | THA 6   | JPN 3   | AUS Ret | MAL 5   | VAL 8   |         |     |     | 6.º  | 135     | 232  | 4.º  |
| 2019  | Moto2  | SKY Racing Team VR46              | Kalex  | 10  | Luca Marini           | QAT 8   | ARG 7   | AME 6   | SPA 8   | FRA 13  | ITA 2   | CAT 6   | NED 3   | GER 10  | CZE 5   | AUT Ret | GBR 9   | RSM 11  | ARA 4   | THA 1   | JPN 1   | AUS Ret | MAL 10  | VAL 8   |         |     |     | 6.º  | 190     | 238  | 6.º  |
| 2019  | Moto2  | SKY Racing Team VR46              | Kalex  | 11  | Nicolò Bulega         | QAT Ret | ARG Ret | AME     | SPA 9   | FRA 10  | ITA Ret | CAT 13  | NED Ret | GER 18  | CZE 7   | AUT 13  | GBR 20  | RSM Ret | ARA 12  | THA 8   | JPN Ret | AUS 12  | MAL 12  | VAL 22  |         |     |     | 17.º | 48      | 238  | 6.º  |
| 2020  | Moto3  | SKY Racing Team VR46              | KTM    | 13  | Celestino Vietti      | QAT 28  | SPA 5   | AND 3   | CZE 13  | AUT 5   | EST 1   | RSM Ret | ERM 2   | CAT 8   | FRA 1   | ARA 9   | TER 5   | EUR 23  | VAL 24  | POR 7   |         |         |         |         |         |     |     | 5.º  | 146     | 206  | 3.º  |
| 2020  | Moto3  | SKY Racing Team VR46              | KTM    | 16  | Andrea Migno          | QAT 16  | SPA 4   | AND 22  | CZE 14  | AUT 12  | EST 13  | RSM 10  | ERM 8   | CAT Ret | FRA 5   | ARA Ret | TER 18  | EUR 12  | VAL 7   | POR 21  |         |         |         |         |         |     |     | 15.º | 60      | 206  | 3.º  |
| 2020  | Moto2  | SKY Racing Team VR46              | Kalex  | 10  | Luca Marini           | QAT Ret | SPA 1   | AND 2   | CZE 4   | AUT 2   | EST 7   | RSM 1   | ERM 4   | CAT 1   | FRA 17  | ARA Ret | TER 11  | EUR 6   | VAL 5   | POR 2   |         |         |         |         |         |     |     | 2.º  | 196     | 380  | 1.º  |
| 2020  | Moto2  | SKY Racing Team VR46              | Kalex  | 72  | Marco Bezzecchi       | QAT 12  | SPA Ret | AND 3   | CZE 6   | AUT 6   | EST 1   | RSM 2   | ERM 2   | CAT 7   | FRA 3   | ARA Ret | TER Ret | EUR 1   | VAL 3   | POR 4   |         |         |         |         |         |     |     | 4.º  | 184     | 380  | 1.º  |
| 2021  | Moto2  | SKY Racing Team VR46              | Kalex  | 13  | Celestino Vietti      | QAT 12  | DOH 7   | POR Ret | SPA 18  | FRA 19  | ITA 16  | CAT 14  | GER 15  | NED 10  | EST 6   | AUT 6   | GBR 12  | ARA 15  | RSM 10  | AME Ret | ERM 4   | ALG 6   | VAL 4   |         |         |     |     | 12.º | 89      | 303  | 3.º  |
| 2021  | Moto2  | SKY Racing Team VR46              | Kalex  | 72  | Marco Bezzecchi       | QAT 4   | DOH 4   | POR 6   | SPA 2   | FRA 3   | ITA 3   | CAT 4   | GER 3   | NED 5   | EST 1   | AUT 10  | GBR 2   | ARA Ret | RSM 5   | AME 3   | ERM Ret | ALG 8   | VAL 20  |         |         |     |     | 3.º  | 214     | 303  | 3.º  |
| 2022  | Moto2  | Mooney VR46 Racing Team           | Kalex  | 13  | Celestino Vietti      | QAT 1   | INA 2   | ARG 1   | AME Ret | POR 2   | SPA 6   | FRA 8   | ITA Ret | CAT 1   | GER Ret | NED 4   | GBR 6   | AUT Ret | RSM Ret | ARA 10  | JPN Ret | THA 10  | AUS Ret | MAL Ret | VAL Ret |     |     | 7.º* | 165     | 165  | 8.º  |
| 2022  | Moto2  | Mooney VR46 Racing Team           | Kalex  | 28  | Niccolò Antonelli     | QAT 26  | INA 25  | ARG Ret | AME Ret | POR Ret | SPA 23  | FRA Ret | ITA 18  | CAT 19  | GER Ret | NED Ret | GBR 19  | AUT 16  | RSM Ret | ARA 20  | JPN Ret | THA 22  | AUS Ret | MAL 21  | VAL Ret |     |     | 36.º | 0       | 165  | 8.º  |
| 2022  | MotoGP | Mooney VR46 Racing Team           | Ducati | 10  | Luca Marini           | QAT 13  | INA 14  | ARG 11  | AME 17  | POR 12  | SPA 16  | FRA 9   | ITA 6   | CAT 6   | GER 5   | NED 17  | GBR 12  | AUT 4   | RSM 4   | ARA 7   | JPN 6   | THA 23  | AUS 6   | MAL Ret | VAL 9   |     |     | 12.º | 120     | 231  | 8.º  |
| 2022  | MotoGP | Mooney VR46 Racing Team           | Ducati | 72  | Marco Bezzecchi       | QAT Ret | INA 20  | ARG 9   | AME Ret | POR 15  | SPA 9   | FRA 12  | ITA 5   | CAT Ret | GER 11  | NED 2   | GBR 10  | AUT 9   | RSM 17  | ARA 10  | JPN 10  | THA 16  | AUS 4   | MAL 4   | VAL 11  |     |     | 14.º | 111     | 231  | 8.º  |
| 2023  | MotoGP | Mooney VR46 Racing Team           | Ducati | 10  | Luca Marini           | POR Ret | ARG 8   | AME 2   | SPA 6   | FRA Ret | ITA 4   | GER 5   | NED 7   | GBR 7   | AUT 4   | CAT 11  | RSM 9   | IND DNS | JPN     | INA Ret | AUS 12  | THA 7   | MAL 10  | QAT 3   | VAL 9   |     |     | 8.º  | 201     | 530  | 3.º  |
| 2023  | MotoGP | Mooney VR46 Racing Team           | Ducati | 72  | Marco Bezzecchi       | POR 3   | ARG 1   | AME 6   | SPA Ret | FRA 1   | ITA 8   | GER 4   | NED 2   | GBR Ret | AUT 3   | CAT 12  | RSM 2   | IND 1   | JPN 4   | INA 5   | AUS 6   | THA 4   | MAL 6   | QAT 13  | VAL Ret |     |     | 3.º  | 329     | 530  | 3.º  |
| 2024  | MotoGP | Pertamina Enduro VR46 Racing Team | Ducati | 29  | Andrea Iannone        | QAT     | POR     | AME     | SPA     | FRA     | CAT     | ITA     | NED     | GER     | GBR     | AUT     | ARA     | RSM     | ERM     | INA     | JPN     | AUS     | THA     | MAL 17  | SLD     |     |     | 27.º | 0       | 318  | 5.º  |
| 2024  | MotoGP | Pertamina Enduro VR46 Racing Team | Ducati | 49  | Fabio Di Giannantonio | QAT 7   | POR 10  | AME 6   | SPA 7   | FRA 6   | CAT 5   | ITA 7   | NED 4   | GER Ret | GBR 5   | AUT DNS | ARA 8   | RSM 9   | ERM 14  | INA Ret | JPN 8   | AUS 4   | THA 4   | MAL     | SLD     |     |     | 10.º | 165     | 318  | 5.º  |
| 2024  | MotoGP | Pertamina Enduro VR46 Racing Team | Ducati | 51  | Michele Pirro         | QAT     | POR     | AME     | SPA     | FRA     | CAT     | ITA     | NED     | GER     | GBR     | AUT     | ARA     | RSM     | ERM     | INA     | JPN     | AUS     | THA     | MAL     | SLD 20  |     |     | 29.º | 0       | 318  | 5.º  |
| 2024  | MotoGP | Pertamina Enduro VR46 Racing Team | Ducati | 72  | Marco Bezzecchi       | QAT 14  | POR 6   | AME 8   | SPA 3   | FRA Ret | CAT 11  | ITA 13  | NED Ret | GER 8   | GBR 8   | AUT 6   | ARA 7   | RSM 5   | ERM 4   | INA 5   | JPN 7   | AUS 19  | THA Ret | MAL 9   | SLD 9   |     |     | 12.º | 153     | 318  | 5.º  |
| 2025  | MotoGP | Pertamina Enduro VR46 Racing Team | Ducati | 21  | Franco Morbidelli     | THA 4   | ARG 3   | AME 4   | QAT 3   | SPA Ret | FRA     | GBR     | ARA     | ITA     | NED     | GER     | CZE     | AUT     | HUN     | CAT     | RSM     | JPN     | INA     | AUS     | MAL     | POR | VAL | 4.º* | 84*     | 147* | 3.º* |
| 2025  | MotoGP | Pertamina Enduro VR46 Racing Team | Ducati | 49  | Fabio Di Giannantonio | THA 10  | ARG 5   | AME 3   | QAT 16  | SPA 5   | FRA     | GBR     | ARA     | ITA     | NED     | GER     | CZE     | AUT     | HUN     | CAT     | RSM     | JPN     | INA     | AUS     | MAL     | POR | VAL | 5.º* | 63*     | 147* | 3.º* |

- * Temporada en curso.

## Ganadores de grandes premios
Desde la creación del equipo seis pilotos diferentes ganaron carreras con el equipo.
| N.º | Piloto            | Temporadas      | Victorias | Podios |
| --- | ----------------- | --------------- | --------- | ------ |
| 1   | Francesco Bagnaia | 2014, 2017–2018 | 8         | 16     |
| 2   | Luca Marini       | 2018–2023       | 6         | 17     |
| 3   | Marco Bezzecchi   | 2020–2024       | 6         | 23     |
| 4   | Romano Fenati     | 2014–2016       | 6         | 11     |
| 5   | Celestino Vietti  | 2018–2022       | 5         | 13     |
| 6   | Andrea Migno      | 2015–2017, 2020 | 1         | 3      |